# Fröslunda socken
Fröslunda socken i Uppland ingick i Lagunda härad, ingår sedan 1971 i Enköpings kommun och motsvarar från 2016 Fröslunda distrikt.
Socknens areal är 42,21 kvadratkilometer varav 41,74 land. År 2000 fanns här 1 006 invånare.  Södra delen av tätorten Örsundsbro samt sockenkyrkan Fröslunda kyrka ligger i socknen.  

## Administrativ historik
Fröslunda socken har medeltida ursprung.
Vid kommunreformen 1862 övergick socknens ansvar för de kyrkliga frågorna till Fröslunda församling och för de borgerliga frågorna bildades Fröslunda landskommun. Landskommunen uppgick 1952 i Lagunda landskommun som 1971 uppgick i Enköpings kommun. Församlingen uppgick 2010 i Lagunda församling.
1 januari 2016 inrättades distriktet Fröslunda, med samma omfattning som församlingen hade 1999/2000.  
Socknen har tillhört län, fögderier, tingslag och domsagor enligt vad som beskrivs i artikeln Lagunda härad. De indelta soldaterna tillhörde Upplands regemente, Lagunda (Hagunda) kompani och Livregementets dragonkår, Uppsala och Sigtuna skvadron.

## Geografi
Fröslunda socken ligger nordost om Enköping söder om Örsundaån och Alstasjön. Socknen är en slättbygd med skogsbygd i norr.
Inom socknen ligger Kvekgården med gammal bebyggelse (hembygdsgård). Hamra gård är känd som sätesgård för bland andra Hamraätten, från 1409.

## Fornlämningar
Från bronsålderns finns spridda stensättningar, skålgropsförekomster samt skärvstenshögar. Från järnåldern finns tio gravfält och en fornborg. Fem runristningar har påträffats.

## Namnet
Namnet skrevs 1344 Frøslundom och innehåller gudanamnet Frö och lund och bör ursprungligt avsett en helig lund som givit namn åt en nu försvunnen by.